# Ziv International
Ziv Internacional  fue una compañía de producción y distribución de televisión fundada en 1971 por Irv Holender y el compositor Mark Mercury. A finales de 1970 y principios de 1980, se distribuyen versiones americanizadas de series de anime japonés, y producciones y distribuciones de biografías de famosos. WorldCat reconoce 83 obras en 97 publicaciones.
La compañía fue más tarde una filial de Lorimar Productions Inc.
Ziv Internacional no tiene ninguna relación con los Programas de Televisión Ziv (o sus sucesores United Artists o MGM).

## Espectáculos producidos o distribuidos
Los siguientes programas de televisión fueron distribuidos y/o producidos por Ziv Internacional. los créditos de producción implican típicamente doblaje un lanzamiento en idioma extranjero en Inglés y/o español, y la sustitución de la banda de sonido con una compuesta por Mark Mercury.
- El festival de los robots - Productor
- El Galáctico - Productor
- Las aventuras de Simbad el Marino - Productor
- Las aventuras de Spunky y Tadpole - Distribuidor
- Candy Candy - Productor
- Captain Future - Distribuidor, Productor
- Capitán Harlock - Productor
- Fábulas del Bosque Verde - Distribuidor, Productor
- Hana no Ko Run Run (Ángel, la niña de las flores / Lulú, la chica de las flores) - Distribuidor, Productor
- Fuerza Cinco - Distribuidor
- Gumby - Distribuidor
- James Dean, el primer americano adolescente - Distribuidor
- El Rey Arturo
- La pequeña Lulú - Distribuidor, Productor
- Tongari Bōshi no Memoru (La Magia de Titila / La pequeña Memole) - Distribuidor
- El Supermagnetrón - Productor
- Nickel Mountain - Distribuidor
- Space Angel - Distribuidor
- El Rey Arturo (anime) - Distribuidor
- Don Quijote y los Cuentos De La Mancha - Distribuidor